# Guy Razanamasy
Guy Willy Razanamasy, né le 19 décembre 1928 à Tananarive et mort le 18 mai 2011, est un homme d'État malgache, Premier ministre de Madagascar et maire d'Antananarivo.

## Biographie
Guy Razanamasy a travaillé comme pharmacien et fabricant de médicaments avant de devenir le directeur de la société pharmacologique "Cofarma" et d'entrer en politique. Il a été élu maire d'Antananarivo dans les années 1980.
En 1991, le Président de Madagascar, Didier Ratsiraka, doit faire face à une opposition qui s'amplifie. Face à la grève générale, un gouvernement rival est constitué par le Comité des Forces Vives (FV) dirigé par Jean Rakotoharison. L'armée étant réticente à obéir à ses ordres, Didier Ratsiraka remplace le Premier ministre, Victor Ramahatra, par Guy Razanamasy qui, comme maire, venait de refuser de proclamer la loi martiale à Tananarive. Razanamasy appelle le Comité des Forces Vives à rejoindre son gouvernement et, en octobre, il signe un accord avec l'opposition pour former un gouvernement de transition, d'une période maximale de dix-huit mois, la Convention du 31 octobre 1991. Sur cette base la sortie de crise se profile, tout pouvoir réel ayant été retiré à Didier Ratsiraka. Guy Razanamasy reste premier ministre, des membres des Forces Vives rejoignent son cabinet élargi, et il conserve ce poste jusqu'en 1993 sous la présidence d'Albert Zafy.
En 1994, Guy Razanamasy redevint maire d'Antananarivo pour cinq ans. Il se présenta à l'élection présidentielle malgache de 1996 comme le candidat de la Confédération des sociétés civiles pour le développement, mais n'a recueilli que 1,2% du total des suffrages exprimés et a été éliminé dès le premier tour.